# Beaumetz-lès-Aire
Beaumetz-lès-Aire település Franciaországban, Pas-de-Calais megyében. Lakosainak száma 228 fő (2022. január 1.). Beaumetz-lès-Aire Bomy, Laires, Lisbourg, Matringhem, Vincly és Hézecques községekkel határos.

## Népesség
A település népességének változása:
| Lakosok száma | 241  | 241  | 239  | 239  | 241  | 241  | 235  | 228  |
|               | 2013 | 2015 | 2017 | 2018 | 2019 | 2020 | 2021 | 2022 |